# Wojciech Rajewski

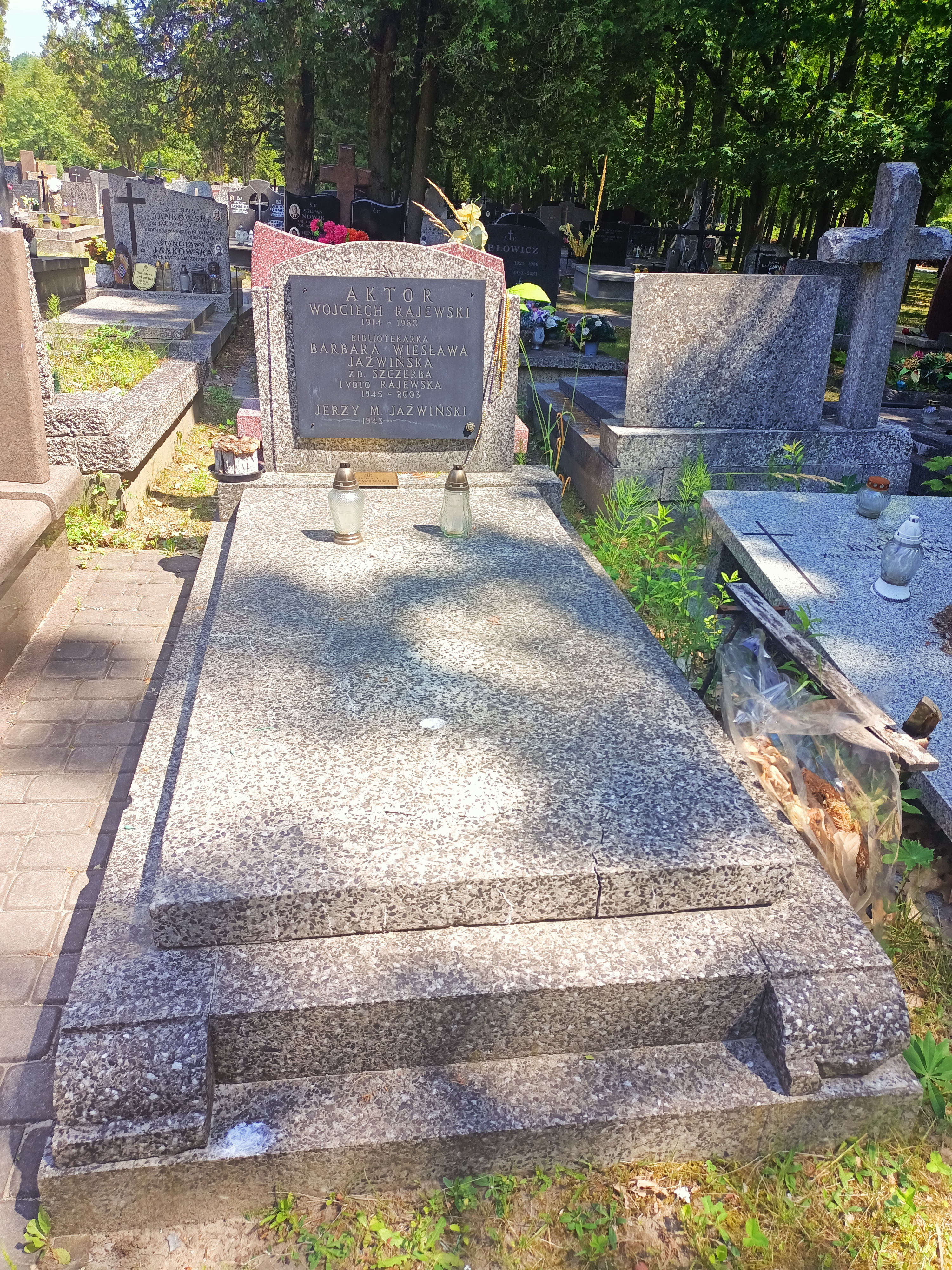
Grób Wojciecha Rajewskiego na Cmentarzu komunalnym Północnym w Warszawie

Wojciech Rajewski (ur. 27 stycznia 1914 w Warszawie, zm. 18 listopada 1980 w Konstancinie-Jeziornie) – polski aktor teatralny i filmowy. Związany m.in. z teatrami Białegostoku, Grodna, rosyjskim teatrem w Bałaszowie koło Saratowa, Krakowa, Wrocławia, Łodzi i przede wszystkim Warszawy. W czasie II wojny światowej przez 10 miesięcy był żołnierzem Armii Czerwonej. W 1950 roku zdał eksternistyczny egzamin aktorski. Zmarł w 1980 roku. Pochowany jest na Cmentarzu Komunalnym Północnym na Wólce Węglowej w Warszawie (kwatera: W-II-1-4-7).

## Teatr
- Teatr Lalek Baj w Warszawie (1938–1939)
- Teatr Dramatyczny w Bałaszowie k. Saratowa (1942–1946)
- Teatr Groteska w Krakowie (1946–1947)
- Teatr Młodego Widza we Wrocławiu (1947–1950)
- Teatr Dramatyczny w Świdnicy (1950–1951)
- Teatr Powszechny w Łodzi (1951–1952)
- Teatr Domu Wojska Polskiego (1952–1955)
- Teatr Syrena w Warszawie (1955–1956)
- Teatr Ludowy w Krakowie (1956–1958)
- Teatr Współczesny w Warszawie (1958–1959)
- Teatr Powszechny w Warszawie (1959–1961) i (1962–1964)
- Teatr Ateneum w Warszawie (1961–1962)
- Teatr Komedia w Warszawie (1964–1967)
- Teatr Ludowy w Warszawie (1967–1974)
- Teatr Dramatyczny w Szczecinie (1974–1975)
- Teatr Nowy w Poznaniu (1975–1977)
- Teatr na Targówku w Warszawie (1977–1978)
- Teatr Rozmaitości w Warszawie (1978–1979)
- Teatr Polski w Warszawie (1979–1980)

## Wybrana filmografia
- Skradziona kolekcja (1979), reż. J. Batory – listonosz
- Kruk (1976), reż. S. Janicki – rzeźnik
- Milion za Laurę (1971), reż. H. Przybył – listonosz Szydlakowski
- Hydrozagadka (1970), reż. A. Kondratiuk – kolega Walczaka
- Abel twój brat (1970), reż. J. Nasfeter – sprzedawca
- Przygody pana Michała (1969) – medyk
- Weekend z dziewczyną (1968), reż. J. Nasfeter – Kasicki
- Człowiek z M-3 (1968), reż. L. Jeannot – urzędnik spółdzielni mieszkaniowej
- Hasło Korn (1968) – pracownik kontrwywiadu, twórca sygnalizacyjnego "długopisu"
- Mocne uderzenie (1966), reż. J. Passendorfer – strażak
- Małżeństwo z rozsądku (1966), reż. S. Bareja – profesor Lipski
- Kochajmy Syrenki (1966), reż. J. Rutkiewicz – Zenon Pimonow, szef zespołu „Żywioły”
- Klub profesora Tutki (1966), reż. A. Kondratiuk – prezydent
- Yokmok (1963), reż. S. Możdżeński – majster Kalita
- Gangsterzy i filantropi (1962), reż. J. Hoffman i E. Skórzewski – „Łysy”
- Walet pikowy (1960), reż. T. Chmielewski – konduktor